# JLG Industries
JLG Industries, Inc. es una subsidiaria de Oshkosh Corporation, es un fabricante estadounidense de equipos de acceso, incluidas plataformas aéreas y manipuladores telescópicos. Sus productos se utilizan en diversas industrias, como construcción, equipamiento, mantenimiento industrial, manipulación de materiales y mantenimiento de instalaciones. JLG se fundó en 1969.  Tiene su sede en McConnellsburg (Pensilvania).

## Historia
JLG Industries fue fundada en 1969 por John Landis Grove junto a dos socios, tras adquirir una pequeña fábrica de metales en McConnellsburg, Pensilvania. En 1970, con un equipo de 20 trabajadores, la empresa desarrolló y comercializó su primera plataforma de trabajo aéreo. Operó como empresa independiente hasta su adquisición por Oshkosh Corporation en 2006. 
Desde su integración a Oshkosh Corporation a finales de 2006, JLG ha sido dirigida por tres presidentes: Craig E. Paylor, Wilson Jones y Frank Nerenhausen.

## Ubicaciones
JLG posee tres plantas de fabricación en los Estados Unidos (dos en Pensilvania y una en Tennessee), y otras cuatro instalaciones en Leicester (Reino Unido), Fauillet (Francia), León (México) y Tianjin (China).

## Productos

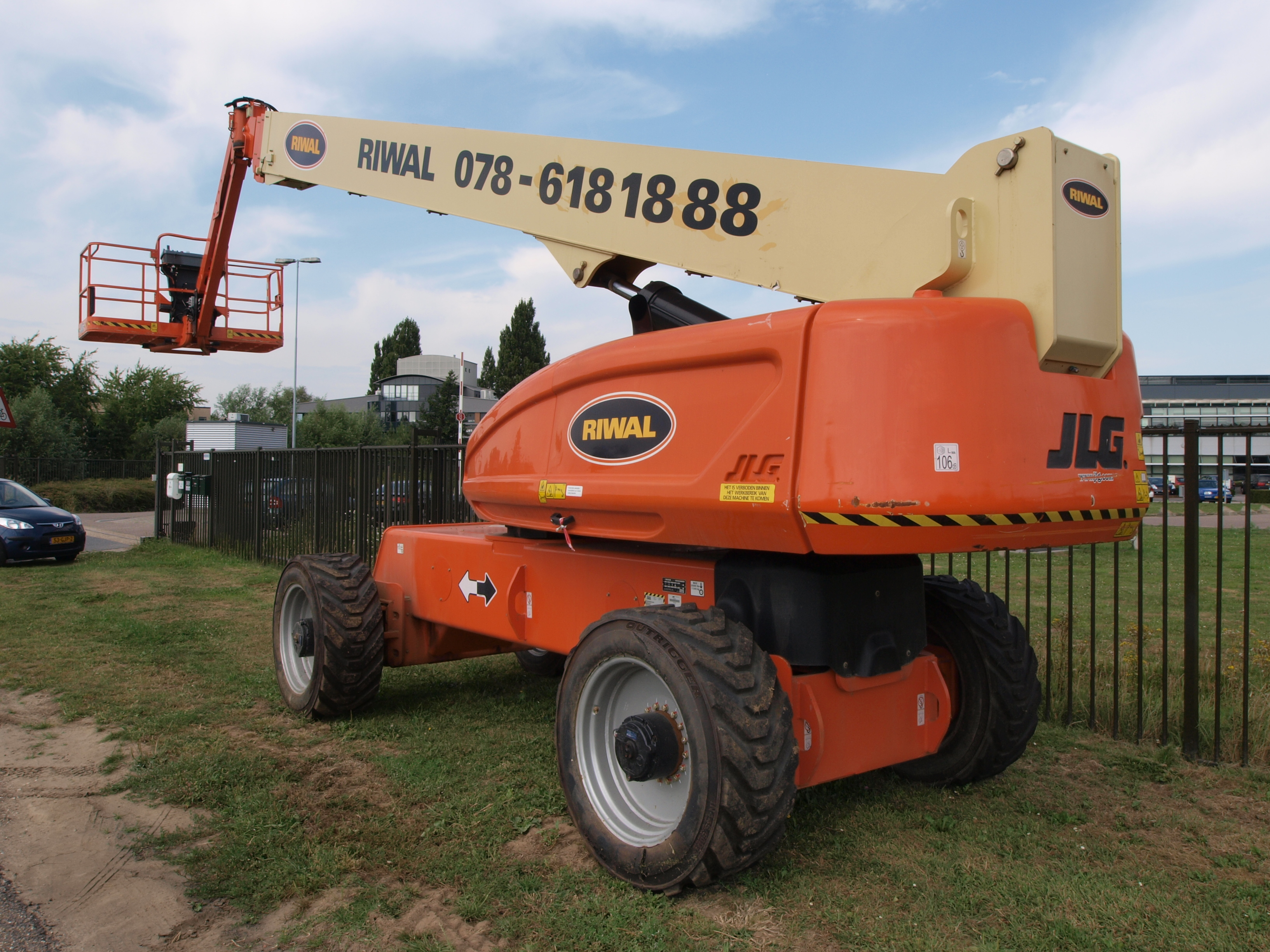
Plataforma elevadora JLG 1200SJP

JLG presentó su primer elevador de tijera en 1973 y, en 1979, comenzó la producción de elevadores de tijera en la planta de JLG en Bedford (Pensilvania). La línea de productos actual de la empresa incluye los siguientes tipos de artículos:
- Plumas de mástil y elevadores de pluma (plataformas aéreas de trabajo)
- Camiones elevadores y manipuladores telescópicos remolcables y montados sobre remolque
- Elevadores de mástil verticales
- Plataformas elevadoras de tijera accionadas por combustión
- Elevadores portátiles personales (LiftPod)
- Acceso de bajo nivel (Peco y Ecolift, Nano y Power Tower, que se agregaron con la compra de la empresa británica Power Towers Ltd. en 2015)

Plataformas de trabajo aéreo
- Plataformas elevadoras eléctricas y plataformas elevadoras accionadas por motor
  - Las plataformas de trabajo aéreo eléctricas y a motor de JLG están diseñadas para una variedad de lugares de trabajo, como acerías y plantas químicas, aeropuertos, centros de convenciones, astilleros y construcción pesada. Hay modelos con alturas de elevación que van desde los 30 pies hasta los 185 pies, la plataforma de trabajo aéreo autopropulsada más alta del mundo. El diseño de pluma QuikStik de JLG ofrece velocidades de ciclo rápidas de 115 segundos desde el suelo hasta la elevación. Además, los elevadores de pluma de la serie Ultra de JLG vienen con el único eje oscilante en su clase de pluma, lo que proporciona una movilidad mejorada. Los Ultra Booms también tienen tracción en las cuatro ruedas permanente para una tracción confiable. En 2011, JLG presentó el modelo 1500SJ, que es el primer elevador de pluma recta que lleva a los trabajadores a 150 pies sin un permiso de carga de gran tamaño (se requiere un permiso de sobrepeso para el transporte por carretera). [2]
- Elevadores de tijera
  - JLG fabrica elevadores de tijera que funcionan con motores de explosión o con motores eléctricos. Los elevadores de tijera eléctricos se pueden utilizar tanto en interiores como en exteriores, mientras que los elevadores accionados por motor de combustión interna se utilizan exclusivamente en exteriores, en terrenos difíciles y en aplicaciones que requieren más espacio de trabajo y capacidad de elevación.

Manipuladores telescópicos: JLG, Lull y SkyTrak

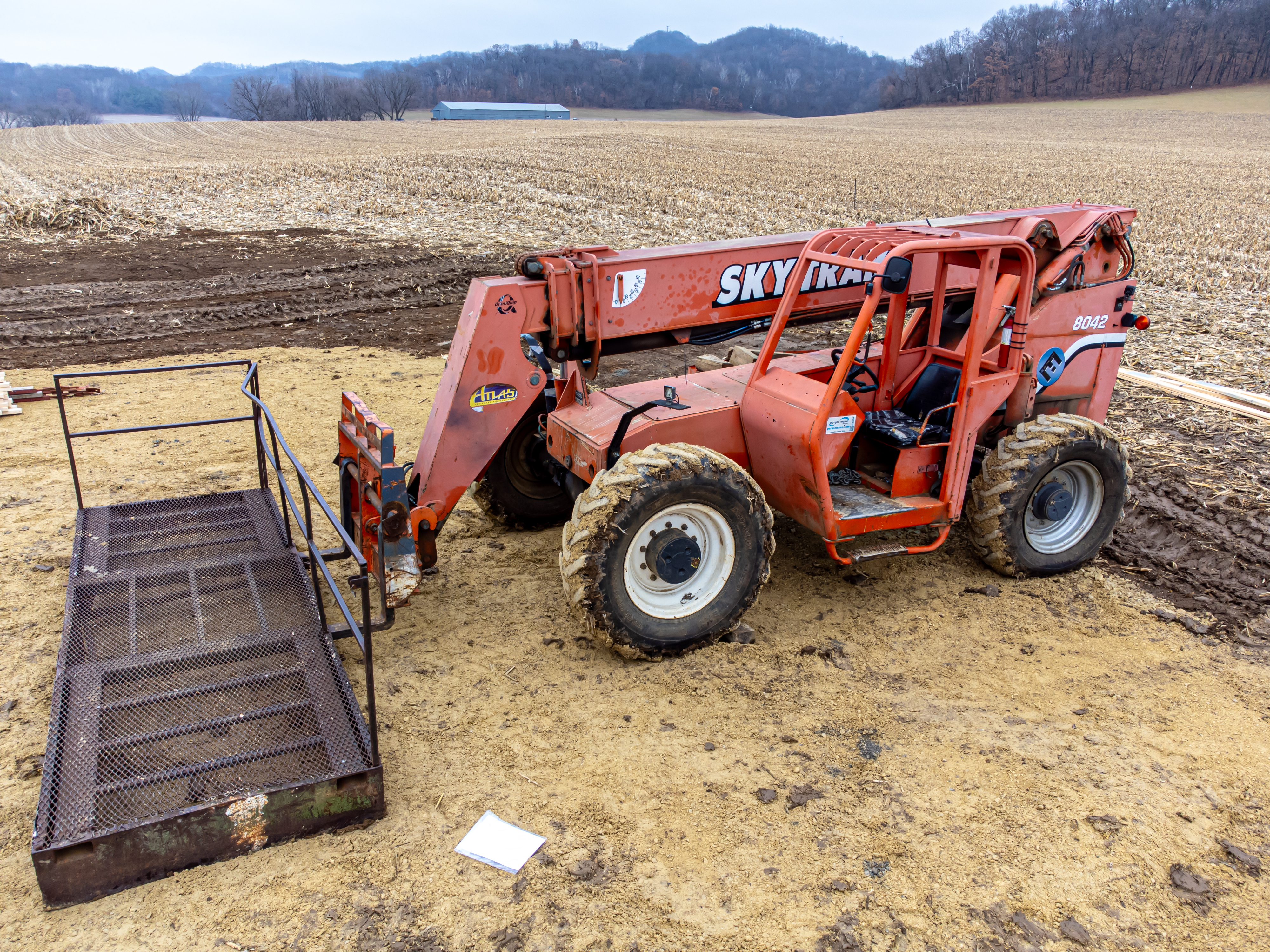
Plataforma elevadora SkyTrack con plataforma de trabajo

JLG posee tres marcas de manipuladores telescópicos: JLG, SkyTrak y Lull, que cuentan con dirección en las cuatro ruedas, incluyendo dirección en dos ruedas, dirección en las cuatro ruedas circular y dirección en las cuatro ruedas tipo cangrejo para satisfacer diversos requisitos de maniobrabilidad. Los manipuladores telescópicos Lull tienen un sistema de colocación de precisión único llamado pluma transversal. Los manipuladores telescópicos JLG tienen capacidades de 5.500 a 17.000 libras y alturas de hasta 55 pies.  Los manipuladores telescópicos JLG cuentan con motores diésel Tier 4i y Tier 4 final, que cumplen con los estándares de emisiones Tier 4 de la EPA para motores diésel no viales. 
En 2003, JLG adquirió SkyTrak y Lull. La producción de los últimos manipuladores telescópicos bajo la marca Lull finalizó en 2015 y desde entonces dejaron de fabricarse.
Manipuladores telescópicos militares
- ATLAS
- Atlas II
- MMV

Remolques de plataforma abatible: (remolques triple L)
- Utilidad
- Plataforma plana
- Adjunto